# Phyllis and the Foreigner
Phyllis and the Foreigner è un cortometraggio muto del 1915 diretto da Frank Wilson.

## Trama
Una studentessa sospetta che il nuovo maestro francese possa essere una spia tedesca.

## Produzione
Il film fu prodotto dalla Hepworth.

## Distribuzione
Distribuito dalla Hepworth, il film - un cortometraggio di 213,36 metri - uscì nelle sale cinematografiche britanniche nell'aprile 1915.
Fu distrutto nel 1924 dallo stesso produttore, Cecil M. Hepworth. Fallito, in gravissime difficoltà finanziarie, Hepworth pensò in questo modo di poter almeno recuperare il nitrato d'argento della pellicola.